# Karl Wohlhart
Karl Wohlhart (* 11. September 1928 in Aschach an der Steyr; † 21. Juli 2023 in Graz) war ein österreichischer Ingenieurwissenschaftler und Hochschullehrer an der Technischen Universität in Graz.

## Leben
Nach der Matura an der HTL Steyr studierte Wohlhart ab 1947 an der Technischen Hochschule (heute Technische Universität) in Graz Maschinenbau. Nach Jahren als Hochschulassistent promovierte er 1966 zum Doktor der Technischen Wissenschaften. 1969 trat er bei der DFVLR, der Deutschen Forschungsanstalt für Luft- und Raumfahrt in Mülheim an der Ruhr ein. 1971 erhielt er an der Ruhruniversität Bochum die Venia Legendi für Mechanik. Er hielt Vorlesungen in Bochum, Aachen, Leoben und Innsbruck und Anfang 1972 konnte er als ordentlicher Hochschulprofessor für Theoretische Maschinenlehre in Graz beginnen. 1977 erfolgte die Ernennung zum ordentlichen Professor und Vorstand des Institutes für Mechanik. Wohlhart verfasste in den 20 Jahren an der TU rund 45 wissenschaftliche Arbeiten. Er war zwölf Jahre lang Vorsitzender des Österreichischen Nationalkomitees der IFToMM, der International Federation for the Theory of Machines and Mechanisms, die ihn 1995 zum Member des Executive Councils wählte.

## Werke
- Karl Wohlhart: Schwingungen von Seilen. Habilitationsschrift. K. Mayer, Stuttgart 1967.
- Karl Wohlhart: Moderne Tensormethoden. Deutsche Forschungs- und Versuchsanstalt für Luft und Raumfahrt, DFVLR Bericht I.B.185-711I, 1971.
- Karl Wohlhart: Über die Dimensionierung von Wippkranmechanismen. International Symposium - Machines and Mechanisms. University Research Work and its Application to Industry. Dublin, Irland, 12.–13. September 1974.
- Karl Wohlhart: Statik, Grundlagen und Beispiele, 164 S., Vieweg Verlag, 1998. ISBN 3-528-03110-7.
- Karl Wohlhart: Dynamik, Grundlagen und Beispiele, 261 S., Vieweg Verlag, 1998 ISBN 3-528-03109-3.
- G. Cerwinka, Karl Wohlhart: Ferdinand Wittenbauer, Lehrer, Forscher, Dichter, „Zur Entwicklung der Mechanik als Wissenschaft“, Technik in Graz, J. W. Wohinz Ed. Böhlau Verlag Wien Köln, 1999.
- Karl Wohlhart: From higher degrees of shakiness to mobility. In: Mechanism and Machine Theory. Band 45, Nummer 3, 2010, S. 467–476, doi:10.1016/j.mechmachtheory.2009.10.006.

- Karl Wohlhart: Position analysis of normal quadrilateral Assur groups. In: Mechanism and Machine Theory. Band 45, Nummer 9, 2010, S. 1367–1384, doi:10.1016/j.mechmachtheory.2010.03.002.
- Karl Wohlhart: Auffaltbare Polyeder. VDI-Workshop Falten in der Technik, Fold-IN: Folding Innovations, R 025, Aachen, UMIC Research Centre, 7.–8. Juli 2011

## Ehrungen
- 1995: Großes Goldenes Ehrenzeichen des Landes Steiermark
- 1997: Goldenes Ehrenzeichen der Technischen Universität Graz
- 2009: Österreichisches Ehrenkreuz für Wissenschaft und Kunst I. Klasse[4]